# عضلة درقية لامية
العضلة الدرقية اللامية (بالإنجليزية: Thyrohyoid muscle)‏ هي إحدى عضلات الهيكل العظمي وهي عضلة رباعية صغيرة تتموضع في الرقبة، وتنشأ من الخط المنحرف على صفيحة الغضروف الدرقي، وتسير إلى الأعلى لترتكز على الحافة السفلية للقرن الكبير والمجاور له من العظم اللامي. ويعصِّبها فرع من العصب تحت اللساني، ويحتوي أليافاً من العصب الشوكي الأول. هذه العضلات الرباعية تظهر لتساعد في استمرار تصاعد للعضلات القصية الدرقية . وتنتمي هذه العضلة إلى مجموعة العضلات تحت اللامية (بالإنجليزية: Infrahyoid muscles)‏

## الوظيفة
تعمل العضلة الدرقية اللامية على تخفيض العظم اللامي، أو رفع الحنجرة.

## معرض صور

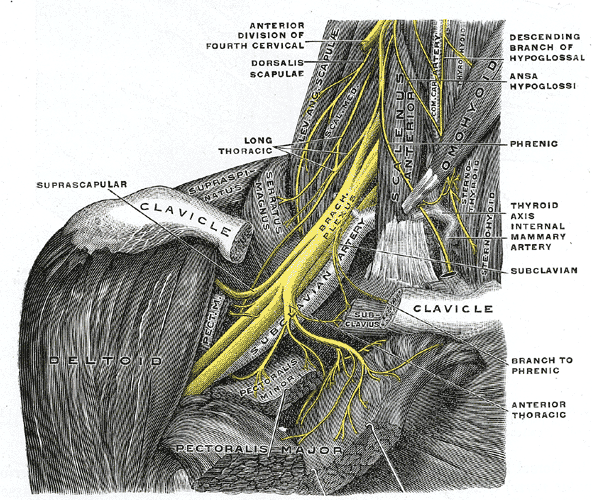
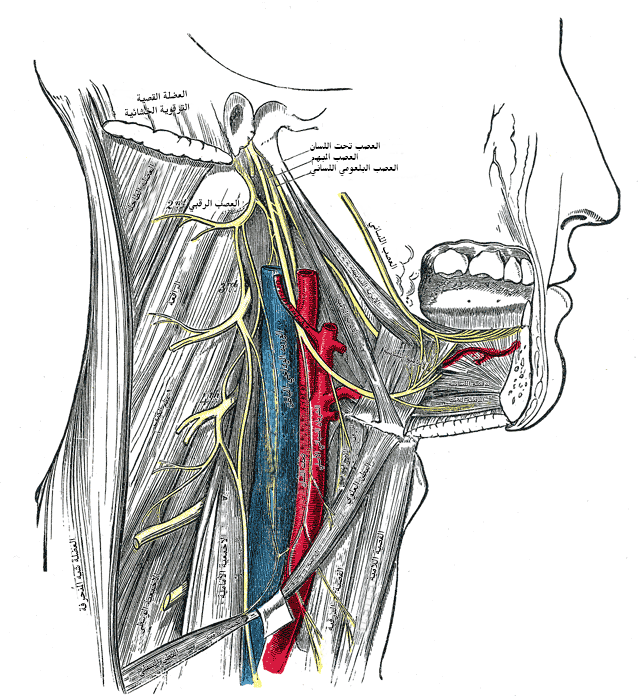
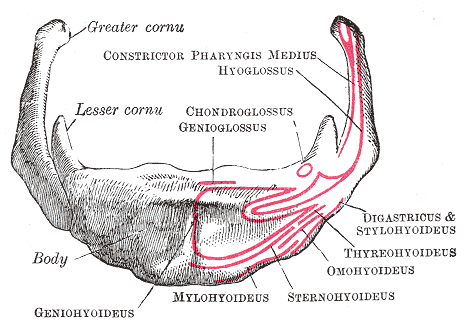
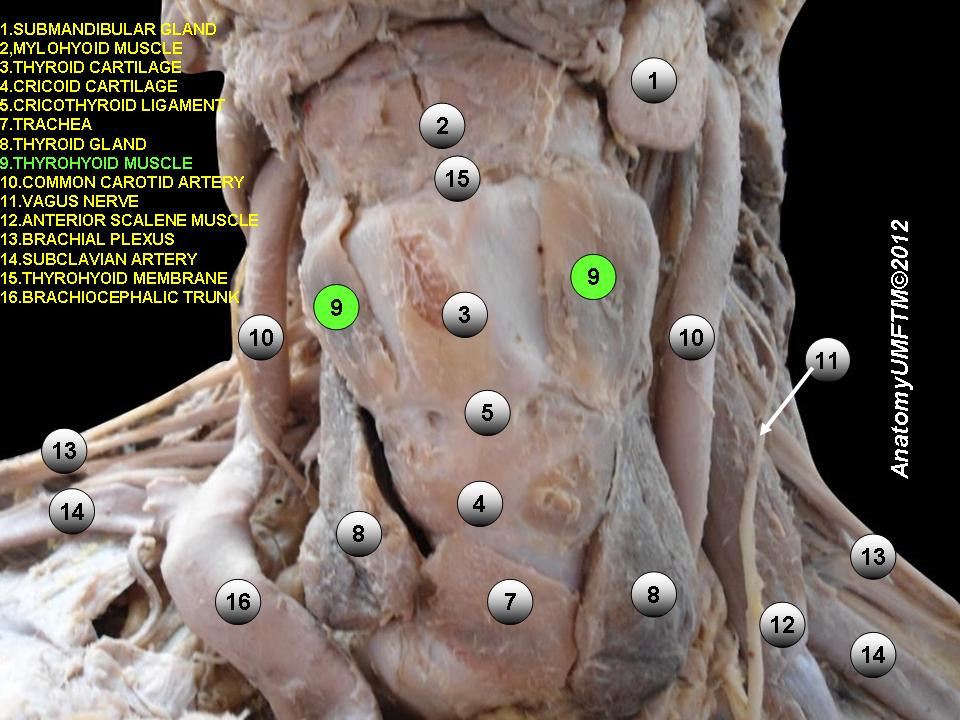
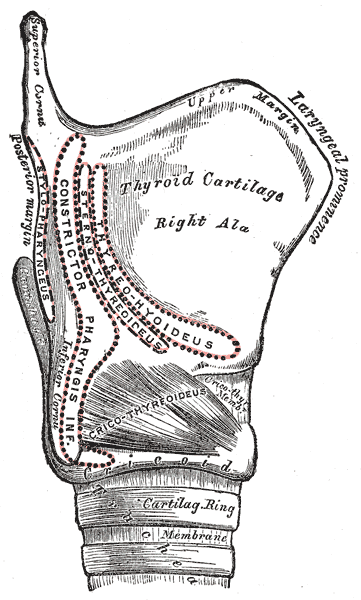
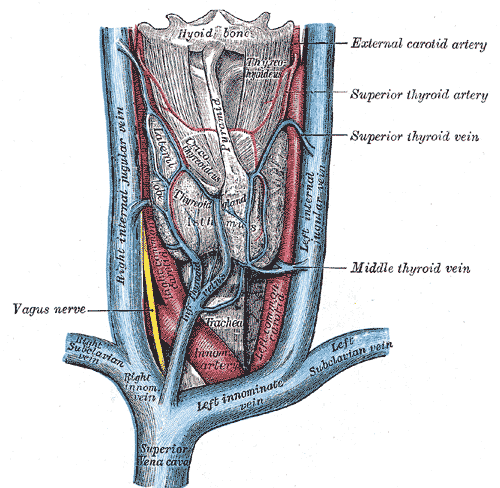

## وصلات خارجية
- صور تشريحية:25:03-0106 في مركز داونستيت الطبي التابع لجامعة نيويورك
- صور تشريحية:25:10-0105 في مركز داونستيت الطبي التابع لجامعة نيويورك
- "Anatomy diagram: 25420.000-1". Roche Lexicon - illustrated navigator. Elsevier. مؤرشف من الأصل في 2014-01-01.
- PTCentral